# كهف جرنان
كهف جرنان هو كهف يقع في ولاية إزكي بمحافظة الداخلية في سلطنة عمان. يوجد على سفح وادي حلفين أسفل قرية النزار الأثرية. يتميز الكهف بموقعه الاستراتيجي بولاية أزكي.